# Tomás Ordóñez
Tomás Ordóñez ist ein ehemaliger Fußballspieler, der mindestens von der Saison 1940/41 bis zur Saison 1946/47 beim CF Asturias unter Vertrag stand und mit diesem Verein in der  mexikanischen Liga Mayor spielte, die bis zur Saison 1942/43 den offiziellen Rang einer Amateurliga innehatte und seit der Saison 1943/44 den Status einer Profiliga hat.

## Leben
Ordóñez erzielte für die Asturianos mindestens 25 Tore in der Liga Mayor und zwei Treffer in der Copa México.
Besonders gerne traf er gegen den „spanischen“ Erzrivalen Real Club España, gegen den er in der Saison 1940/41 drei seiner insgesamt vier Tore erzielte: zunächst ein Tor zu Saisonbeginn beim 3:1-Sieg in der Liga am 28. Juli 1940, dann ein Tor bei der 2:4-Niederlage am 5. Januar 1941 (ebenfalls in einem Punktspiel) und seinen wichtigsten Treffer in dieser Saison im Pokalfinale am 18. Mai 1941, das 2:2 endete. Weil die Españistas sich anschließend weigerten, zu einem notwendigen Wiederholungsspiel anzutreten, wurde Asturias der Pokalsieg am grünen Tisch zugesprochen.
Erstmals in der Saison 1942/43 erzielte Ordóñez in einem am 1. April 1943 ausgetragenen Ligaspiel gegen die Union Deportiva Moctezuma de Orizaba einen „Doppelpack“ und es waren zugleich seine letzten Treffer in der in dieser Saison letztmals offiziell auf Amateurbasis betriebenen Liga Mayor. Ironischerweise erzielte er seinen ersten Treffer in der neuen Profiliga am 23. Dezember 1943 ausgerechnet gegen die Asociación Deportiva Orizabeña, das andere Team aus Orizaba.
„Doppelpacks“ in der Profiliga erzielte Ordóñez am 30. Dezember 1943 beim 6:2-Sieg gegen die Tiburones Rojos Veracruz, am 12. November 1944 beim 7:0 gegen den Club América, am 2. Dezember 1945 beim 6:5 gegen den CF Monterrey und am 18. August 1946 beim 4:3 gegen den Club Deportivo Guadalajara.
Seinen letzten Treffer in der Liga Mayor erzielte Ordóñez am 23. Oktober 1946 ausgerechnet wieder gegen den alten Rivalen España und es war darüber hinaus das entscheidende und einzige Tor der Begegnung, die die Asturianos demzufolge mit 1:0 zu ihren Gunsten entschieden.

## Erfolge
- Mexikanischer Meister: 1943/44
- Mexikanischer Pokalsieger: 1940/41